# Haliclona sordida
Haliclona sordida är en svampdjursart som först beskrevs av Thiele 1905.  Haliclona sordida ingår i släktet Haliclona och familjen Chalinidae. Inga underarter finns listade i Catalogue of Life.